# Basilique Saint-Jean-Baptiste-et-Saint-Jean-l'Évangéliste de Toruń
Pour les articles homonymes, voir Basilique Saint-Jean Baptiste et Église Saint-Jean-l'Évangéliste.
La basilique Saint-Jean-Baptiste et Saint-Jean l'Évangéliste de Toruń (en polonais : Bazylika katedralna św. Jana Chrzciciela i św. Jana Ewangelisty w Toruniu) est la cathédrale du diocèse de Toruń en Pologne. Elle porte le titre de basilique mineure depuis 1935. Faisant partie de la ville médiévale de Toruń, il est inscrit au patrimoine mondial de l'UNESCO et aux monuments historiques de Pologne.

## Présentation
Elle est l'une des trois églises gothiques de la ville, construite en briques, avec un espace à nefs et une tour ouest monumentale. 
La première église du XIIIe siècle était une petite salle sans bas-côtés avec un presbytère polygonal. Elle a été remplacée par une église-halle à nef unique dans la première moitié du XIVe siècle, qui a été reconstruite à plusieurs reprises et agrandie jusqu'à ce qu'elle atteigne sa forme actuelle à la fin du XVe siècle. 
L'intérieur est richement décoré et meublé. Les premières décorations peintes du presbytère datent du XIVe siècle et représentent la Crucifixion et le Jugement dernier. L'une des chapelles latérales est liée à Nicolas Copernic. On y trouve des fonts baptismaux du XIIIe siècle, qui auraient servi à baptiser l'astronome, une épitaphe du XVIe et un monument du XVIIIe siècle. La tour abrite la Tuba Dei, la troisième plus grande cloche de Pologne, coulée en 1500. Le cœur du roi polonais Jean Ier Albert Jagellon a été enterré dans la cathédrale après sa mort à Toruń en 1501. 

## Galerie

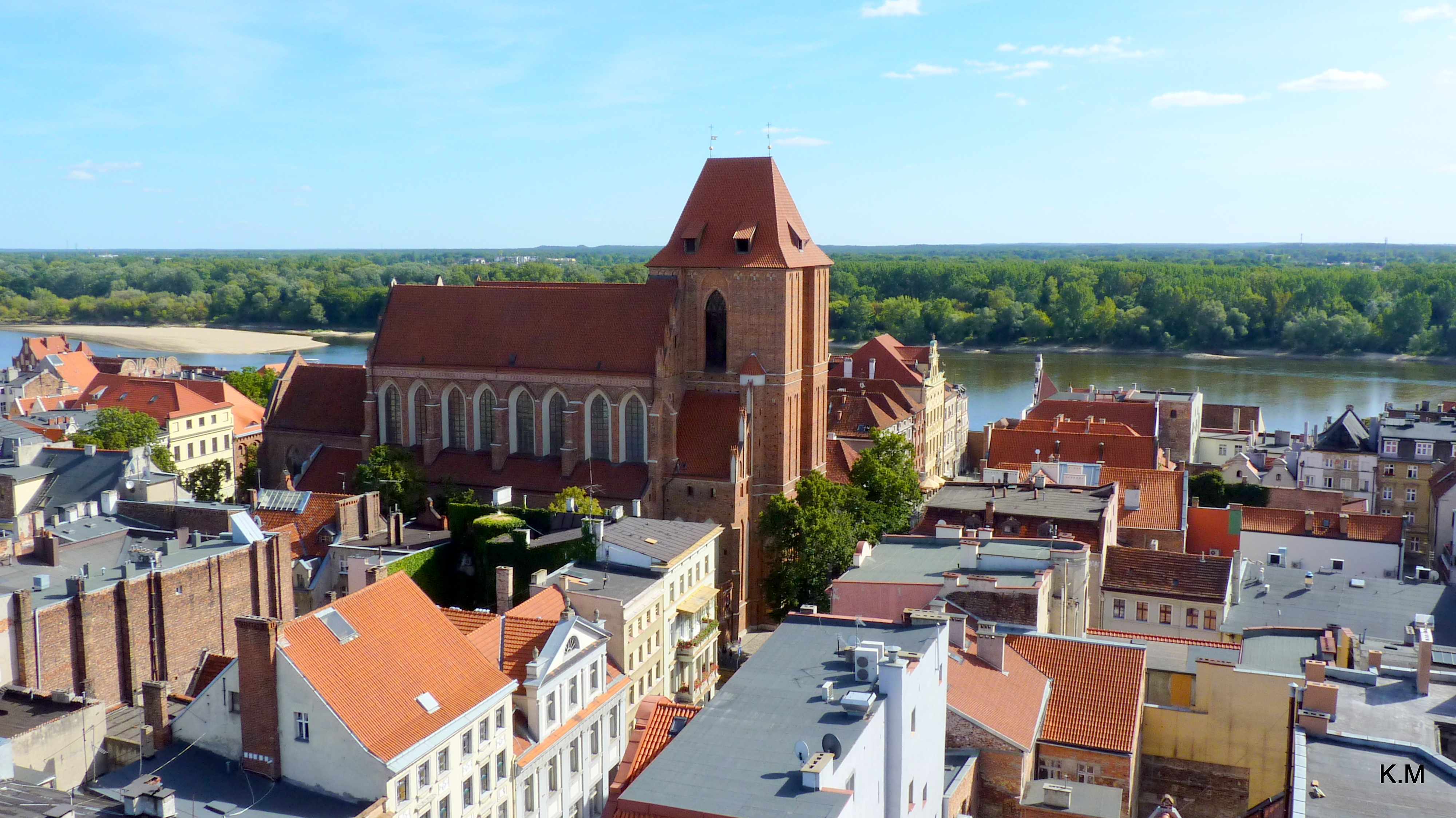
Vue d'ensemble avec la ville.
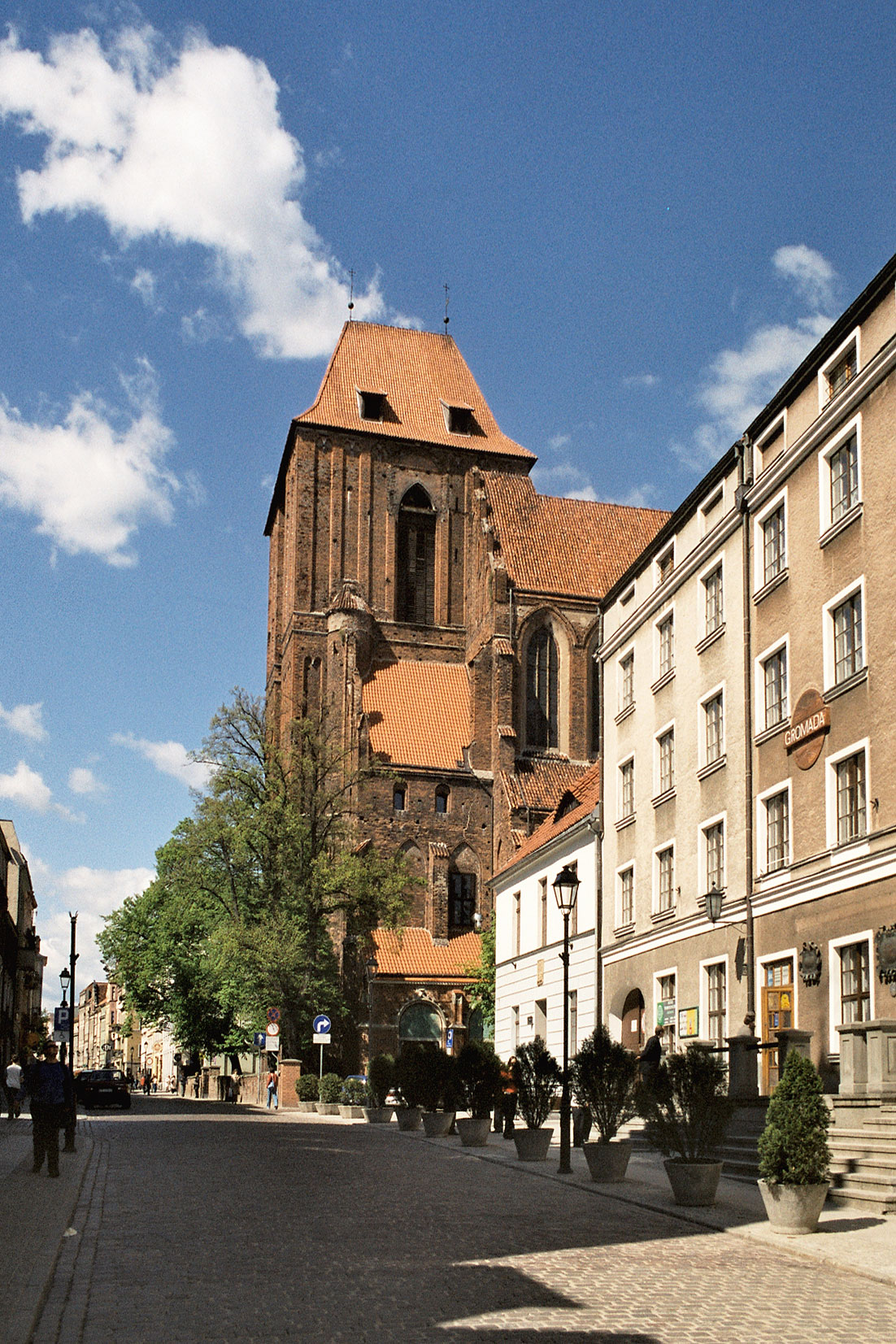
Le clocher.
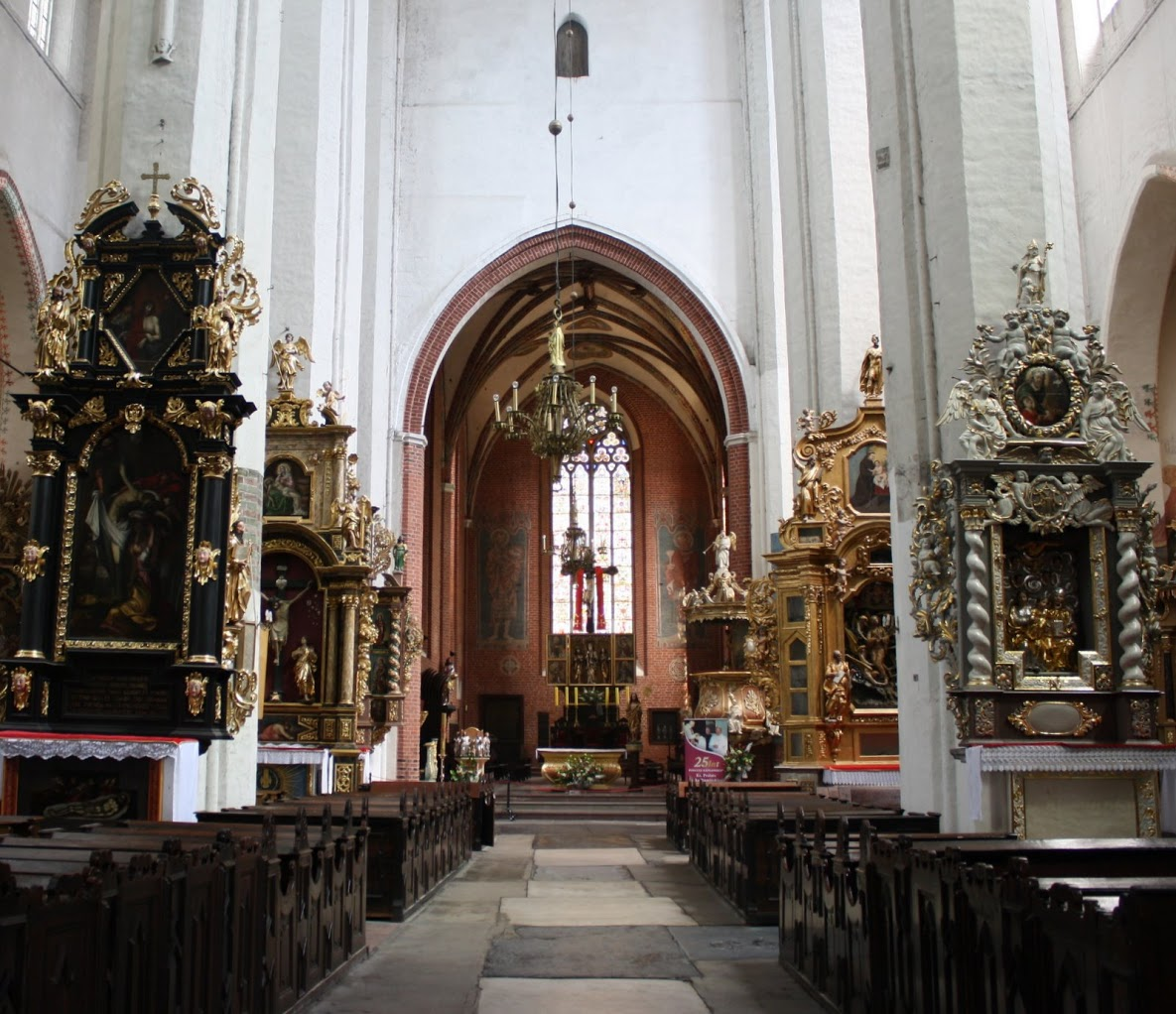
La nef centrale.
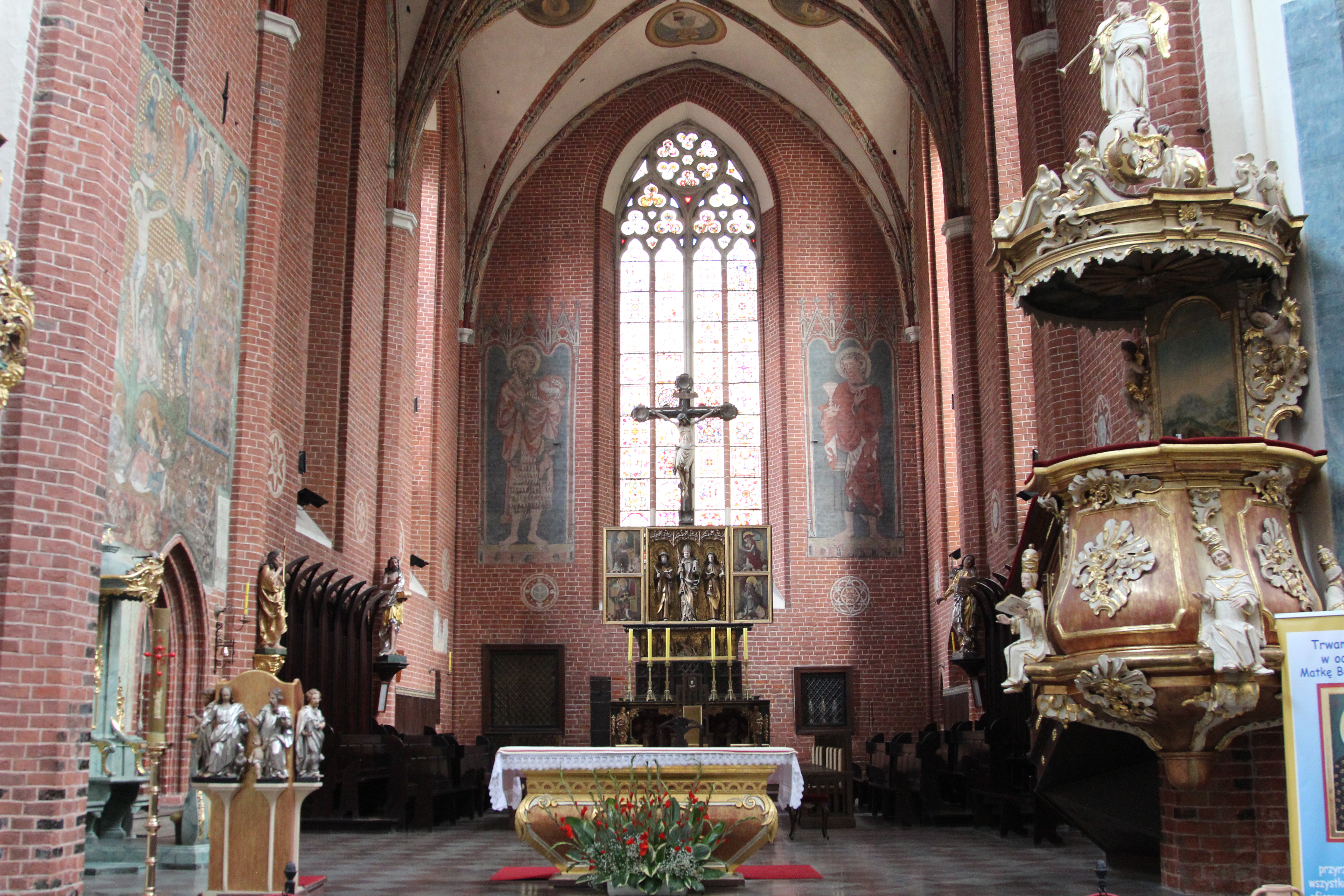
Le maître-autel.
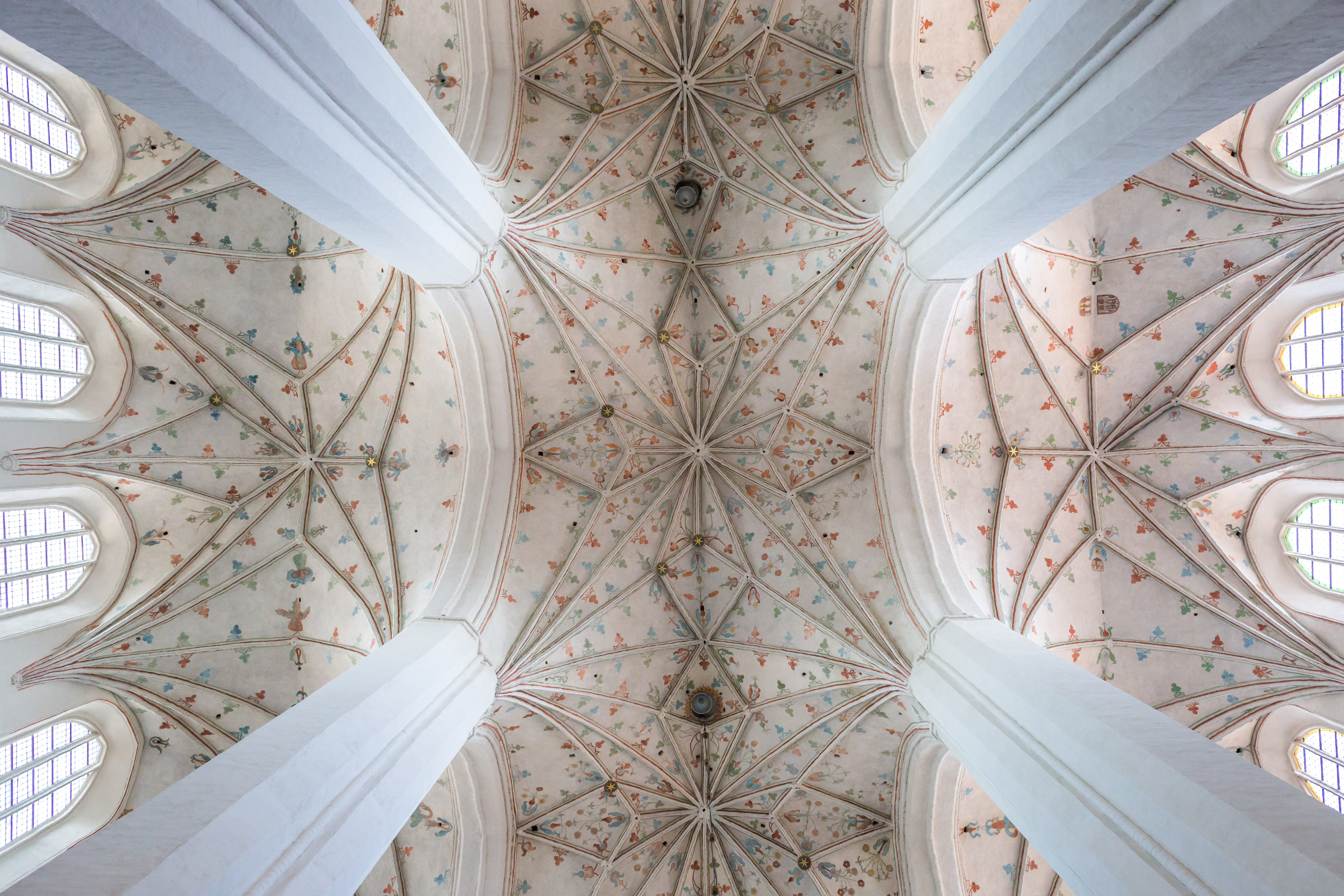
Voûte de la nef (fin du XVe siècle).
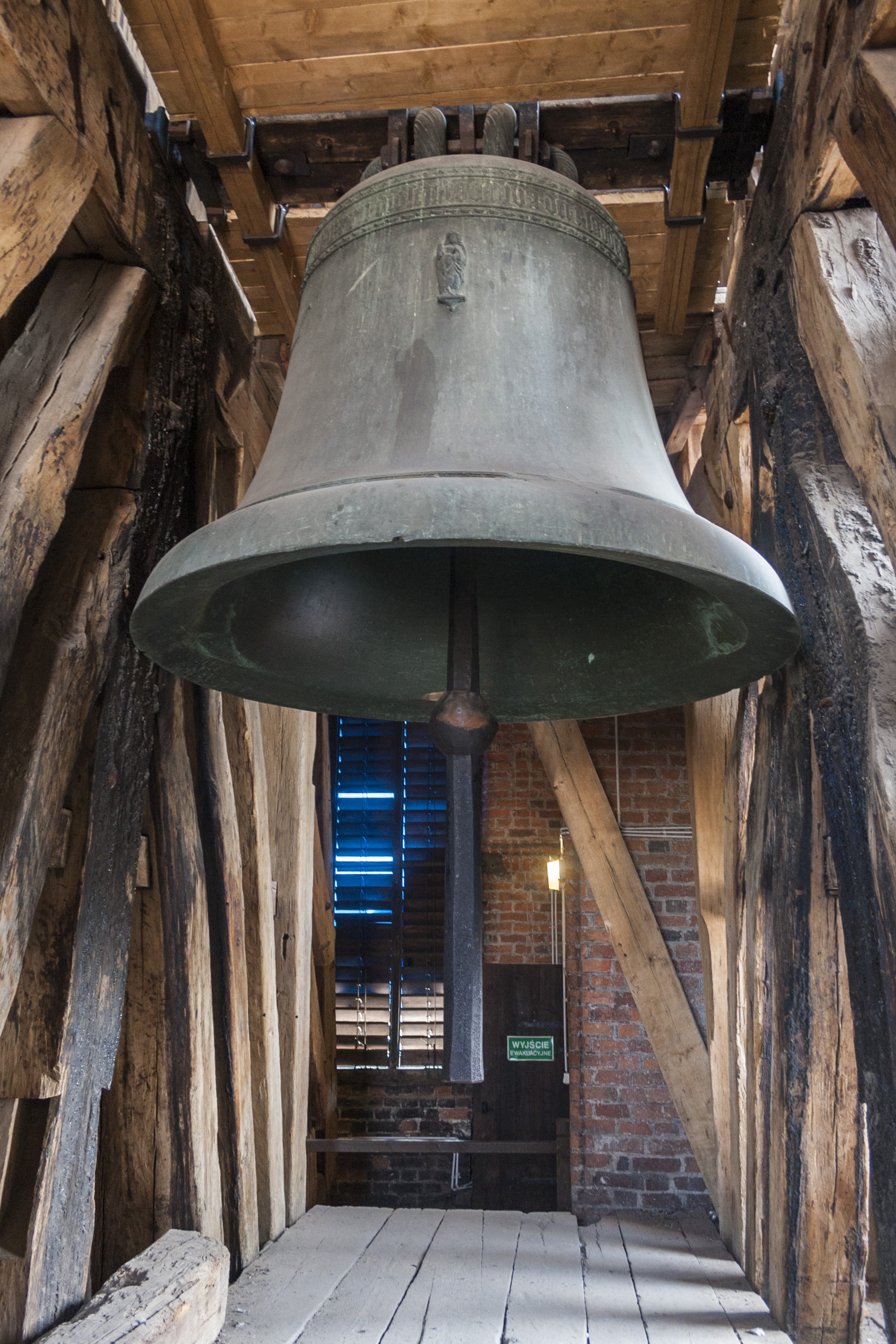
La Tuba Dei.
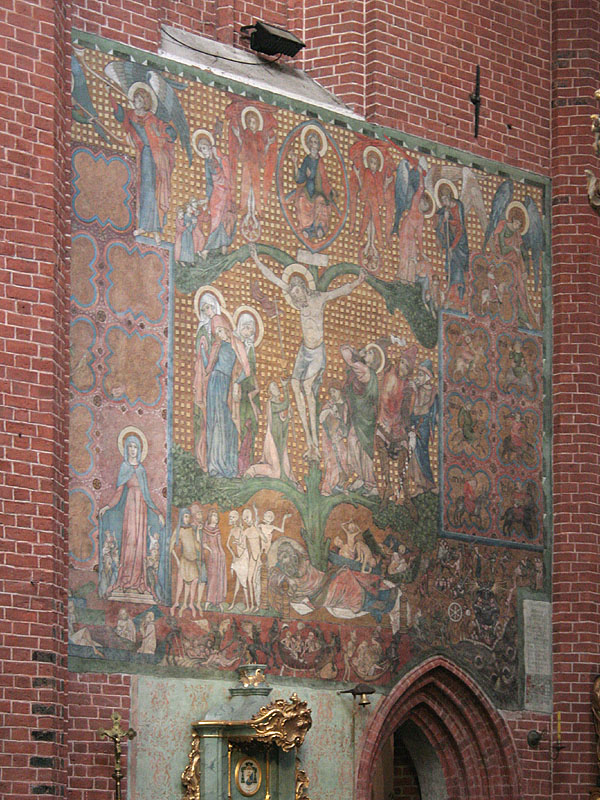
Peinture dans le chœur, Crucifixion sur l'arbre de Jessé.
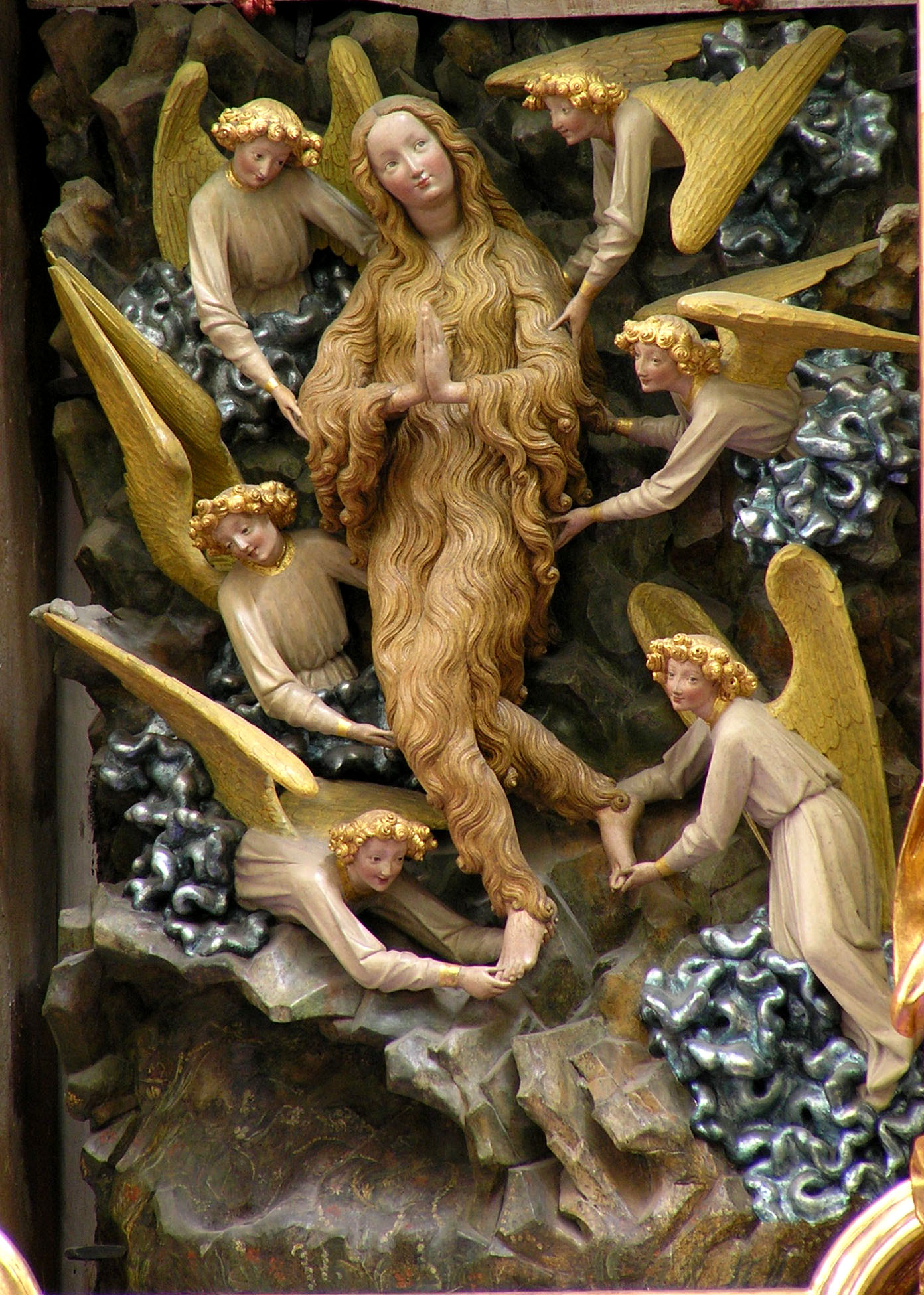
Bas-relief de Marie Madeleine.